# Imaflora
O Instituto de Manejo e Certificação Florestal e Agrícola (Imaflora) é uma associação civil sem fins lucrativos, fundada em 1995.
Trabalha para promover a conservação e o uso sustentável dos recursos naturais, gerar benefícios sociais e reduzir as emissões de gases causadores do efeito estufa. Busca colaborar, também, para a elaboração e implementação de políticas de interesse público e para a criação de modelos de uso da terra e de desenvolvimento sustentável, que possam ser reproduzidos em outros municípios e regiões.
Com sede em Piracicaba, no interior de São Paulo, atua em 25 Estados do Brasil e Argentina, com mais de 117 mil beneficiados, entre trabalhadores rurais, florestais e pessoas atendidas diretamente pelos seus projetos. Atualmente, mais de 1.000 empresas contam com assistência técnica do Imaflora nos setores florestal, agropecuário e de carbono, totalizando uma cobertura de mais de 76 milhões de hectares de terras, em cinco diferentes biomas: Amazônia, Caatinga, Cerrado, Mata Atlântica e Pampas.

## História
O Imaflora foi fundado pelo engenheiro florestal Tasso Azevedo, em meio a Conferência das Nações Unidas sobre Meio Ambiente, a ECO-92, no Rio de Janeiro. Começou atuando na Floresta Nacional do Tapajós, localizada a oeste do Estado do Pará. Nasceu sob a premissa de que a melhor forma de conservar as florestas tropicais é dar a elas uma destinação econômica, associada a boas práticas de manejo e a uma gestão responsável dos recursos naturais.

## Certificação
A certificação socioambiental estimula melhorias ambientais, sociais e econômicas nos setores florestal e agropecuário. O reconhecimento certifica  que a atuação responsável das companhias ou atores envolvidos contribui para a conservação dos recursos naturais, proporciona condições dignas e justas para os trabalhadores e promove boas relações com a comunidade próxima à área, propriedade ou empresa certificada.
Entre os benefícios alcançados pelos empreendimentos certificados, independentemente de porte, os que se destacam são: diferenciação dos produtos no mercado, participação em mercados mais exigentes, ganhos em gestão e melhoria na imagem institucional.

#### Certificação Agrícola
A certificação agrícola é baseada nas normas da Rede de Agricultura Sustentável (RAS). Entre as atividades colocadas por ela estão a conservação de ecossistemas e a contribuição para o bem-estar da comunidade, sempre incluindo o cumprimento das leis trabalhistas. É utilizada em fazendas de café, laranja, chá, pupunha, castanha, cacau, seringueira, uva, entre outras culturas. O Imaflora foi o primeiro certificador acreditado no Brasil e na Argentina. Também está habilitado para certificar em mais países do continente americano, como Uruguai, Paraguai e Bolívia.

#### Certificação Florestal
A certificação florestal visa conservar os recursos naturais, proporcionar condições justas de trabalho e estimular boas relações com a comunidade. Qualquer empresa ou pessoa que extraia, produza, consuma, industrialize ou comercialize matéria-prima ou produtos de origem florestal (proveniente de florestas nativas ou plantações florestais), como empreendimentos de manejo florestal, indústrias de celulose e papel ou de embalagens, moveleiras, gráficas, comunidades, marcenarias, empresas do ramo de cosméticos, exportadores, distribuidores, cooperativas, entre outros, pode solicitar a certificação. O Imaflora trabalha com a certificação FSC® (Conselho de Manejo Florestal).

#### Certificação Pecuária
O aquecimento global, provocado em larga escala pelos gases de efeito estufa e o crescimento de áreas de pastagens sobre as florestas naturais, evidenciou a necessidade de critérios adicionais aos já estabelecidos pelas normas de Certificação Rainforest Alliance™. O processo de construção da norma para a pecuária contou com intensa participação do Imaflora, que organizou e conduziu audiências públicas com as partes interessadas e realizou testes práticos da norma em campo.

#### Certificação de Carbono
A certificação de carbono (VCS e CCB) tem por objetivo aperfeiçoar os métodos existentes para reduzir as emissões por desmatamento, degradação (REDD) e outras atividades de uso do solo. O conhecimento adquirido ao longo desses anos contribui para que as avaliações do Imaflora sejam realizadas com qualidade, consistência e transparência. Ao mesmo tempo, permite conciliar auditorias conjuntas com a certificação florestal e agrícola, a partir das normas FSC® (Conselho de Manejo Florestal) e Rainforest Alliance™.

#### Certificação de Pequenos Produtores
A certificação socioambiental possui mecanismos para facilitar o acesso de comunidades e pequenos produtores. Um deles é a possibilidade da certificação em grupo, por meio de associações, cooperativas ou grupos, que permite a redução dos custos. Outra alternativa reservada à certificação florestal é a realização de procedimentos simplificados de auditoria, que levam em consideração a área envolvida e o impacto da atividade exercida sobre o meio ambiente (Slimf: Small and Low Intensity Managed Forests). Estão nessa categoria as comunidades extrativistas da região amazônica que vivem da coleta de castanhas, da extração de madeira ou do artesanato, entre outros. Além das possibilidades previstas pelas regras da certificação, o Imaflora reserva 5% dos custos das auditorias realizadas em empresas a um fundo social que tem por objetivo subsidiar a certificação de comunidades e pequenos produtores.

## Políticas de interesse público
O Imaflora desenvolve ações para influenciar a elaboração e a implementação de políticas de interesse público relacionadas à práticas sustentáveis de produção florestal e agropecuária, seja por meio da produção e da análise de estudos técnicos ou da influência nos sistemas de certificação ou nos códigos de boas práticas no âmbito da Iseal Alliance.
Com esse intuito, participa também do Conselho Gestor de Florestas Públicas, órgão consultivo do Serviço Florestal Brasileiro, representa o Fórum Brasileiro de ONGs no Conselho do Fundo Nacional de Desenvolvimento Florestal, e integra o Observatório do Código Florestal e o Observatório Cidadão de Piracicaba.

#### Governo Aberto
A participação do cidadão em questões ambientais e seu direito de acesso à informação de qualidade são duas das premissas que sempre fizeram parte das ações desenvolvidas pelo Imaflora. Dentro disso, busca influenciar a construção de políticas florestais, agrícolas e climáticas que contenham os princípios de um Governo Aberto: transparência nas decisões e na prestação de contas à sociedade, participação e controle social das políticas, além do uso de tecnologias que facilitem o cumprimento desses objetivos.

#### Atlas - Agropecuária Brasileira
O Atlas é uma iniciativa para gerar e disseminar conhecimento sobre a agropecuária brasileira. Pretende facilitar o entendimento sobre onde, o quê, quanto, quem, como e com quais consequências se produz no campo no Brasil. A plataforma, que é totalmente digital, organiza e disponibiliza dados originais e secundários sobre o setor agropecuário, reunindo informações sobre o uso da terra, a aptidão agrícola, a distribuição, produção e produtividade das culturas em séries históricas, além de outras informações ambientais e sociais relevantes para o desenvolvimento rural e a conservação dos recursos naturais. Assim, a iniciativa visa facilitar o acesso à informação, fomentar estudos e fornecer subsídios para o apoio à tomada de decisão e à formulação de políticas públicas e privadas para o setor.

## Imaflora e as mudanças climáticas
O Instituto atua no desenvolvimento de ferramentas e propostas que permitam à agropecuária atender a demanda por alimentos e reduzir as emissões de gases de efeito estufa.
Principais ações:
- Estimativas de emissões do setor agropecuário brasileiro - Em parceria com o Observatório do Clima, o Imaflora realizou as estimativas das emissões do setor agropecuário brasileiro de 1970 a 2013. Os resultados estão na plataforma Sistema de Estimativa de Emissões de Gases de Efeito Estufa (Seeg). Outro produto desta parceria é o Relatório de análise das emissões e o impacto das políticas agropecuárias no Brasil, que é produzido anualmente e traz recomendações para um desenvolvimento de baixas emissões de carbono. O Imaflora calculou, ainda, o Potencial da Agropecuária para Redução das Emissões, que podem contribuir com as novas metas brasileiras no acordo de Paris.
- Programa Novo Campo - Em parceria com o Instituto Centro de Vida (ICV), o Imaflora colabora com o desenvolvimento do sistema de monitoramento e verificação das boas práticas em campo e o cálculo das emissões de GEE na pecuária.
- USAID Global Hunger and Food Security Initiative (Feed the Future program review) – Identificação de práticas agropecuárias para implementação de atividades de baixo carbono, com o programa da USAID, que tem foco na redução da fome e na segurança alimentar em países que estão próximos à linha de pobreza.

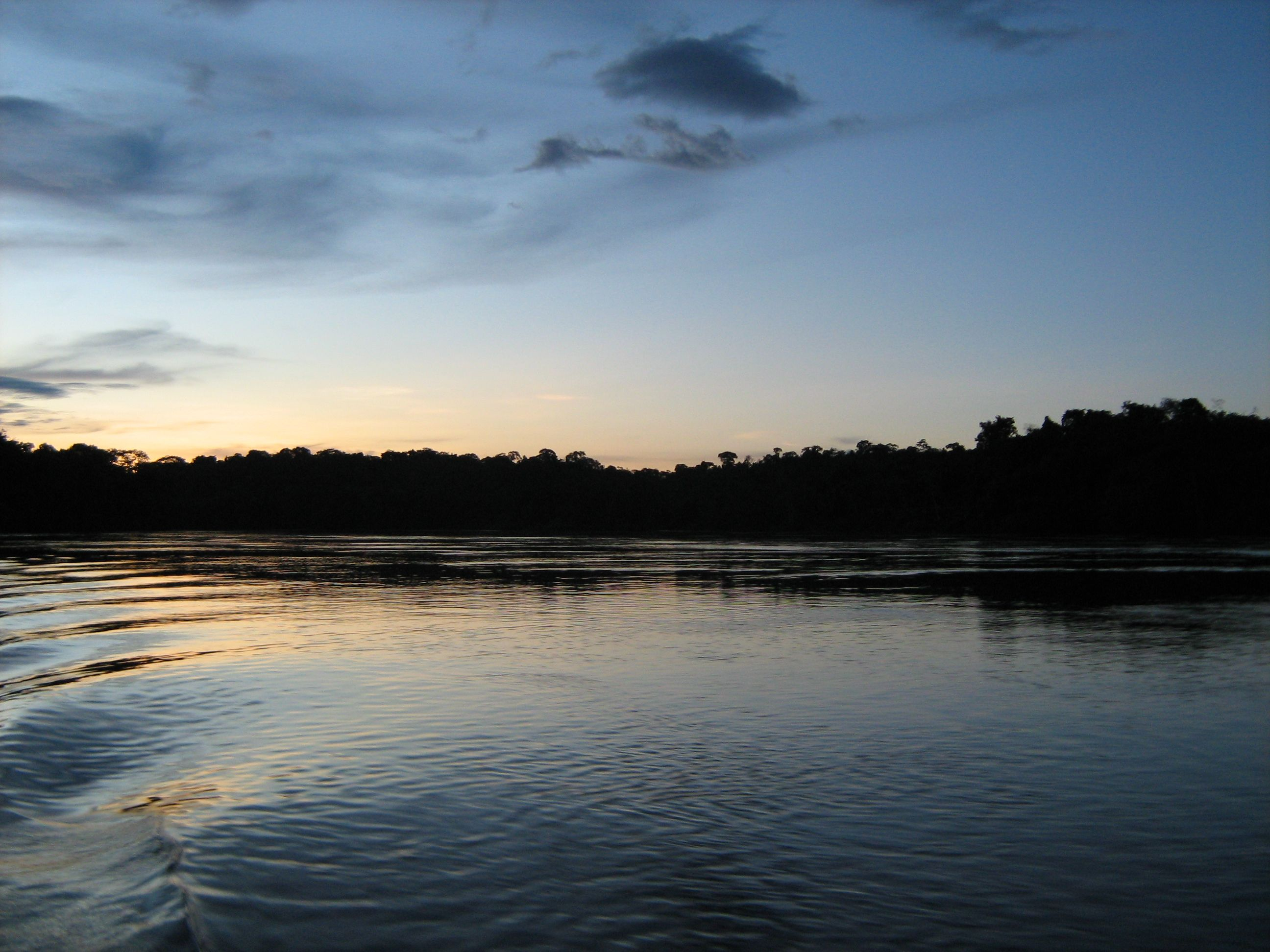
Região amazônica

### Clima e Floresta
No setor florestal, o Imaflora é o maior validador e verificador de projetos de carbono florestal do Brasil, tanto na Redução das Emissões por Desmatamento e Degradação (REED+) quanto em projetos de reflorestamento. O Instituto colabora também com o desenvolvimento de políticas públicas de REDD+, a fim de incluir critérios para garantir a manutenção da floresta em pé, da biodiversidade e do respeito às comunidades locais.

### Estimativas e monitoramento de emissões de Gases de Efeito Estufa
Também atua no desenvolvimento e apoio na implementação de boas práticas de gestão e produção para mitigação mudanças climáticas; e cálculo e no monitoramento de emissões de gases de efeito estufa em projetos, fazendas e cooperativas.

## Projetos

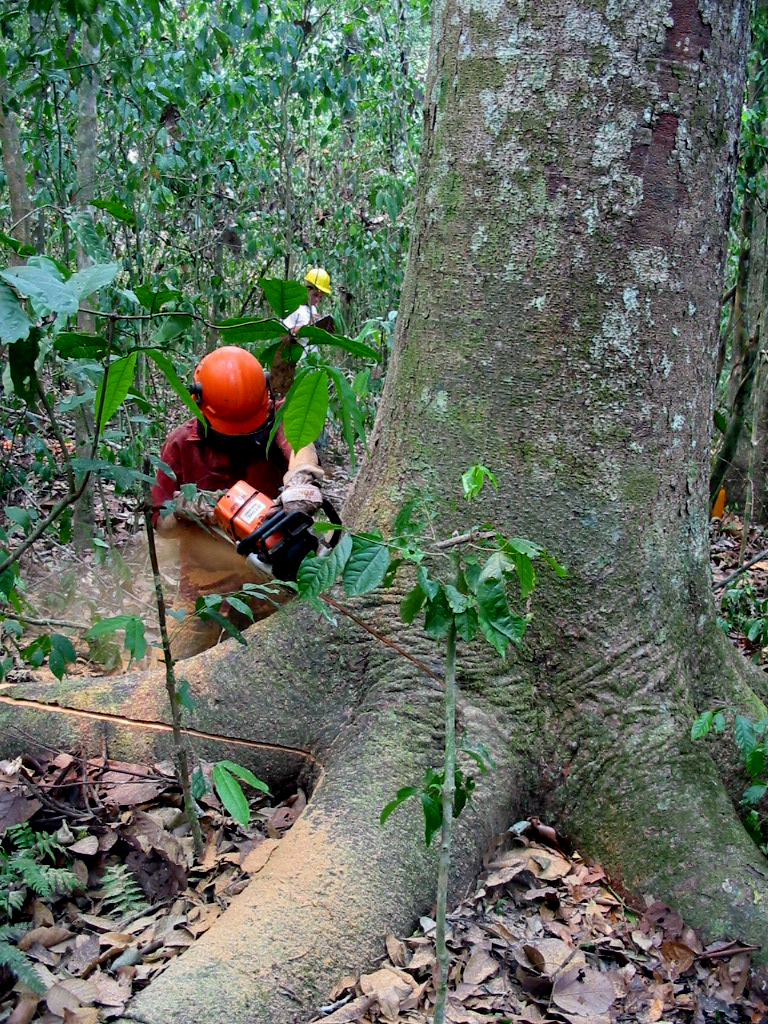
Manejo florestal

### Café e Biodiversidade
O Imaflora divulga os conceitos de certificação do café através de palestras, treinamentos, dias de campo e participação na criação de políticas públicas para o setor. Além do Brasil, mais cinco países participam da iniciativa, buscando aumentar as suas áreas certificadas de café: Colômbia, Peru, El Salvador, Guatemala e Honduras.

### Florestas de Valor
O projeto 'Florestas de Valor' visa que áreas protegidas do Pará contribuam para o desenvolvimento da região, proporcionando condições dignas às populações que ajudam a conservar os recursos naturais.

### Olhos da Floresta
Criado para incentivar a agricultura familiar e a cadeia produtiva do guaraná, o projeto busca trazer oportunidades de inclusão social, geração de renda e uso racional dos recursos naturais para dezenas de famílias em Presidente Figueiredo, no Amazonas. Realizado em parceria com a Coca-Cola.

### Origens Brasil
A 'Plataforma Origens Brasil®' dá mais transparência para os produtos agroextrativistas e às relações comerciais praticadas com as populações tradicionais e povos indígenas da Amazônia.

### Programa ELO
Os padrões de sustentabilidade estão cada vez mais disseminados entre os produtores de cana-de-açúcar, que recebem auxílio às suas práticas de plantio e produção por meio do 'Programa ELO', verificado pelo Imaflora em parceria com a Fundação Solidaridad e desenvolvido pela Raízen. O 'Programa ELO' estabelece regras para a cadeira produtiva no campo e desenha incentivos para agricultores, agregando imparcialidade e induzindo a melhoria contínua nas práticas de produtores e gestores regionais da Raízen.

### Programa Nespresso
O Imaflora é responsável pela assistência técnica na cadeia de valor do café verde para mais de 2.500 fazendas que abastecem a Nespresso no Brasil e no mundo. Sua atuação consiste numa análise minuciosa de riscos socioambientais de todos os elos da cadeia de suprimentos no campo. Com esse mapeamento é possível traçar planos de ação de normas de sustentabilidade que melhorem a performance socioambiental dos produtos da Nespresso.

### Timberflow
A plataforma 'Timberflow' possibilita a redução da ilegalidade na exploração madeireira na Amazônia. Para isso, a plataforma combina o uso de tecnologias de informação e comunicação e a publicação e reutilização de grandes quantidades de dados, dando transparência ao setor.

## Governança

### Conselhos e Assembleia Geral
Conforme definido em estatuto, o Imaflora conta com um Conselho Diretor e uma Assembleia Geral de Associados que possuem responsabilidades deliberativas sobre a organização. Além disso, conta com um Conselho Consultivo e um Conselho Fiscal, que fornecem subsídios para o Conselho Diretor, para a Assembleia Geral e para a Secretaria Executiva tomarem decisões estratégicas. Os Conselheiros e Associados são renomados especialistas em diversas das áreas de atuação do Imaflora e a sua participação se dá em caráter voluntário e pessoal, não representando nenhum vínculo com as instituições ou empresas nas quais trabalham.

## Transparência